# Национальный политический союз (Греция)
Национальный политический союз — ультраправая политическая партия основанная в Греции в 1984 году бывшим лидером хунты черных полковников с 1967 по 1973 и заключённым в тюрьму Пападопулосом. Он безуспешно участвовал в парламентских выборах 1985 года. На выборах 1984 года в Европейский парламент, партия набрала 2,3 % голосов избирателей, что дало ей одно из 24 мест занимаемых Грецией. На выборах 1989-0,3 %, на выборах 1993 — 0,14 % и на выборах 1996 — 0,24 %. В 1996 году партия слилась с партией Греческий фронт основанной в 1994 году.